# Карлсбад (Тексас)
Карлсбад (енгл. Carlsbad) насељено је место без административног статуса у америчкој савезној држави Тексас.

## Демографија
По попису из 2010. године број становника је 719.
| Група             | 2000.    | 2010.       |
| Белци             | 0 (0,0%) | 520 (72,3%) |
| Афроамериканци    | 0 (0,0%) | 44 (6,1%)   |
| Азијати           | 0 (0,0%) | 0 (0,0%)    |
| Хиспаноамериканци | 0 (0,0%) | 121 (16,8%) |
| Укупно            | 0        | 719         |